# Adelophryne
Adelophryne är ett släkte av groddjur som ingår i familjen Eleutherodactylidae.
Dessa grodor förekommer i norra Sydamerika öster om Anderna ungefär fram till den brasilianska delstaten Bahia.
Arter enligt Catalogue of Life, utbredning enligt IUCN:
- Adelophryne adiastola, är känd från Colombia och Peru.
- Adelophryne baturitensis, i delstaten Ceará (Brasilien).
- Adelophryne gutturosa, östra Venezuela, regionen Guyana, nordöstra Brasilien.
- Adelophryne maranguapensis, i delstaten Ceará (Brasilien).
- Adelophryne pachydactyla, i delstaten Bahia (Brasilien).
- Adelophryne patamona, i Guyana och kanske angränsande Brasilien.